# Школа Вудсток
Школа Вудсток (англ. Woodstock School) — приватна міжнародна школа-інтернат для хлопчиків та дівчат у містах-супутниках Ландур і Масурі індійського штату Уттаракханд. Це одна з найвідоміших шкіл-інтернатів у Південній Азії, особливо серед шкіл для іммігрантів. Вона була відкрита в 1854 році групою англійок, що працювали з британськими та американськими місіонерами і намагалися надати індійцям можливість отримувати протестантське навчання.
Школа пропонує 12-річний курс навчання.
2 січня 1960 школа успішно пройшла акредитацію Асоціацією коледжів та шкіл Середніх Штатів (англ. Middle States Association of Colleges and Schools — «M.S.A.») і дипломи її випускників стали визнавати та приймати найкращими університетами Середніх Штатів а також практично усіма університетами Північної Америки.
Завдяки акредитації школи та її освітньої програми в системі Cambridge International Examinations органом з акредитації, що є частиною Департаменту «Cambridge Assessment» Кембриджського університету, дипломи визнаються і приймаються кращими університетами Великої Британії, Індії та багатьох держав світу.
Школа є членом Ради міжнародних шкіл (англ. Council of International Schools — «CIS»).